# Sesleriinae
Sesleriinae es una subtribu de hierbas de la familia Poaceae. El género tipo es: Sesleria Scop.. Tiene los siguientes géneros.

## Géneros
- Diptychum Dulac = Sesleria Scop.
- Echinaria Desf.
- Oreochloa Link
- Panicastrella Moench = Echinaria Desf.
- Psilathera Link = Sesleria Scop.
- Sesleria Scop.
- Sesleriella Deyl =~ Sesleria Scop.